# Кларк, Кенни
Кеннет Спирмен «Кенни» Кларк (англ. Kenneth Spearman «Kenny» Clarke; 9 января 1914, Питтсбург — 26 января 1985, Монтрёй), по прозвищу Клук (англ. Klook) — американский барабанщик, который играл центральную роль в джазовом модернизме 1940-х гг.
Уроженец Питсбурга, в юности играл на пианино, вибрафоне и тромбоне. Профессиональную карьеру ударника начал в 16 лет. До войны сотрудничал с Роем Элдриджем, Луи Армстронгом, Коулменом Хокинсом, Эллой Фицджеральд, Телониусом Монком, Бенни Картером и Генри Алленом. В 1943-46 гг. на военной службе.
Кларк считается основоположником ритмики современного джаза. Он первым перенёс ритмическую сетку с хай-хэта на райд, а для нерегулярных акцентов стал использовать бас-барабан (и реже малый барабан), внезапно (по собственным словам) «бросая бомбы» (dropping bombs) иррационального рваного ритма.
В музыке диско 1970-х годов для педального бас-барабана был характерен устойчивый, равномерно выделенный удар за 4/4 времени — большой барабан звучит в каждом такте (1, 2, 3, 4). В популярный ритм, выраженный в термине «четыре на полу», который был широко известен музыкантам, Кенни Кларк внёс экспериментальные музыкальные идеи. Основатель барабанного стиля бибоп, Кларк принял участие в нескольких основных направлениях современной американской, а затем и мировой музыки. 
Кларк играл в составе хаус-оркестра Генри Минтона в клубе под названием Minton's Playhouse в Гарлеме, и он стал лабораторией того, что вскоре будет называться бибопом или современным джазом — с менее танцевальным и более абстрактным подходом к музыке. Это подход был, в основном, построен на ритмических идеях Кларка. В классической мелодии «Epistrophy», которую Кларк написал с пианистом Телониусом Монком, он проигрывал громовые акценты («сбрасывал бомбы») через нерегулярные промежутки времени: так родилась асимметричная мелодия с неравномерно расставленными акцентами, часто не в такт, были сформированы фундаментальные ритмические и мелодические концепции бибопа.
В 1946 г. принял ислам и новое имя Liaquat Ali Salaam. Одновременно занял место Макса Роуча в ансамбле Диззи Гиллеспи. В 1950-е гг. записывался с Чарли Паркером, Квинси Джонсом и Майлсом Дэвисом (на пяти альбомах начиная с Birth of the Cool). 
В апреле 1952 г. Кларк и его коллеги по ансамблю Гиллеспи — Милт Джексон и Джон Льюис — создали Modern Jazz Quartet. В его составе Кларк выступал до 1955 года и участвовал в записи трёх его альбомов.
Страдая от героиновой зависимости, Кларк всё больше времени проводил в Париже, где окончательно обосновался в 1956 году. Также имел дом в Фиганьере на юге. В 1960—1973 гг. руководил известным парижским биг-бэндом (вместе с бельгийским пианистом Франсуа Боланом). Одновременно преподавал в консерватории в Сен-Жермен-ан-Ле. 
В начале 1970-х гг. Кларк пытался экспериментировать с фри-джазом и рок-музыкой. После 60 лет выступал нечасто из-за проблем со здоровьем. Умер от инфаркта в парижском предместье Монтрёй на 72-м году жизни.